# Украинская федеративно-демократическая партия

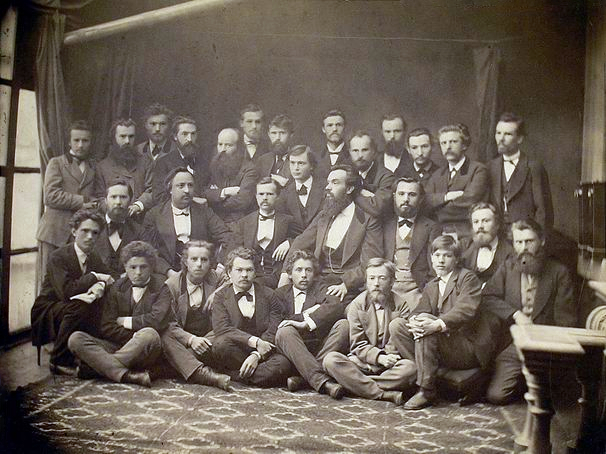
Члены «Старой громады»

Украинская федеративно-демократическая партия (УФДП) (укр. Українська федеративно-демократична партія) — консервативная партия, основанная в Киеве в декабре 1917 года из членов бывшей Старой Громады, в числе которых были Владимир Антонович, Павел Житецкий, Николай Лысенко, Михаил Старицкий, Павел Чубинский, Владимир Страшкевич, Евгений Тимченко и другие..
В программных документах УФДП содержались требования перестройки России на федерально-демократических принципах то есть превращение унитарного Российского Государства в РФ, Федерацию автономных республик, предоставления окраинам национально-культурной автономии и самоуправления. Выступала против провозглашения независимости Украины.
В числе организаторов и активных членов УФДП были В. Науменко, Б. Кистяковский, И. Квятковский, И. Лучицкий, В. Игнатович.
Немногочисленная партия, просуществовала всего несколько месяцев и не сыграла весомой роли в политической жизни Украины.